# San Cristóbal (Morillo de Monclús)

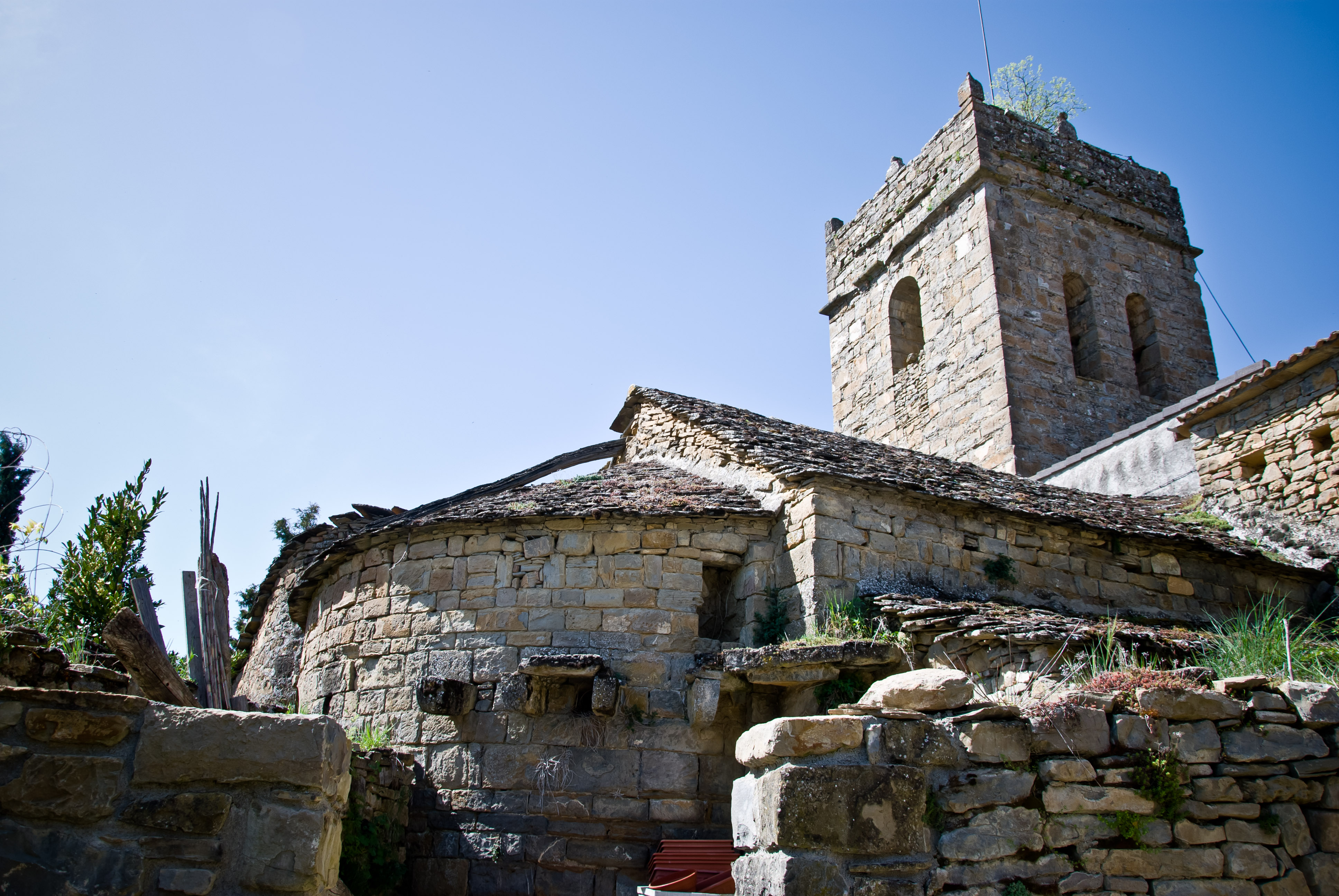
Kirche San Cristóbal

Die Kirche San Cristóbal in Morillo de Monclús, einem Ortsteil der spanischen Gemeinde La Fueva in der Provinz Huesca der Autonomen Gemeinschaft Aragonien, wurde Anfang des 12. Jahrhunderts erbaut. Die Pfarrkirche im Bereich des Castillo de los Mur wurde als Bien de Interés Cultural (Baudenkmal) klassifiziert.

## Beschreibung
Die romanische Kirche, die dem heiligen Christophorus geweiht ist, wurde im 17. Jahrhundert verändert. Die halbrunde Apsis wird von einem Tonnengewölbe gedeckt. Der Turm besitzt drei Geschosse, er wurde auch als Wehrturm der Burg genutzt. Im Kirchenschiff, das Seitenkapellen besitzt, sind Reste von Wandmalereien erhalten.